# Рудничный район (Прокопьевск)
Рудничный райо́н — один из трёх внутригородских районов города Прокопьевска.

## География
Расположен в западной части города. Является самым крупным по территории, населению районом города.

## Население
| 1959     | 1970     | 1979     | 1989     | 2002     | 2009     | 2010     |
| -------- | -------- | -------- | -------- | -------- | -------- | -------- |
| 124 357  | ↗130 846 | ↘117 493 | ↗140 888 | ↘122 689 | ↘117 348 | ↘114 772 |
| 2012     | 2013     | 2014     | 2015     | 2016     | 2017     | 2018     |
| ↘113 627 | ↘112 855 | ↘111 668 | ↘110 713 | ↘109 820 | ↘109 111 | ↘108 164 |
| 2019     | 2020     | 2021     |          |          |          |          |
| ↘107 378 | ↘106 874 | ↘101 435 |          |          |          |          |

## Микрорайоны
Район включает в себя планировочные районы (бывшие населённые пункты, вошедшие в городскую черту): Тырган, Зиминка, Щербаковский, Березовая Роща, Сафоново.
Они характеризуются:
- Тырган — западная полоса застройки — является самым крупным по территории, населению и наиболее интенсивно развивающимся в настоящее время. Сосредоточены основные массивы многоэтажной жилой застройки и объектов общественного и культурно-бытового назначения. Промышленная зона включает предприятия НПО «Развитие», НПО «ПШПЗ», ООО «Корбу», ООО «Сибирский табак», ОАО «Прокопьевский дрожжевой завод», трамвайный парк, ООО «Домостроительная компания», вагоноремонтный завод. В конце 1930-х годов здесь располагался горсовет[19].
- Березовая Роща — центральная полоса застройки, малоэтажная усадебная застройка. Предприятия: завод ООО «Прокопьевский РМЗ», ОАО «Прокопьевский хлебокомбинат», ООО «Безалкогольные напитки», ОАО «Хладокомбинат», ООО «Гормолзавод».
- Сафоново — западная полоса застройки.
- Щербаковский — западная полоса застройки, преимущественно малоэтажная усадебная. Промзона.

## История
В 1945 году в городе были образованы три района, в том числе Рудничный.